# Classificació de les roques metamòrfiques
La classificació de les roques metamòrfiques és la classificació sistemàtica d'aquelles roques formades a partir de metamorfisme. Per a classificar les roques metamòrfiques s'han de tenir en compte diversos factors que poden variar en cada cas. Aquests factors són: la composició mineral, l'estructura de la roca, la naturalesa de la roca abans del metamorfisme (protòlits), les condicions generadores del metamorfisme (pressió i/o temperatura, amb o sense deformació), i la composició química de la roca.
La classificació de les roques metamòrfiques es fonamenta en les associacions minerals que les caracteritzen i en les noves textures de les roques. Aquestes depenen de la litologia de la roca original, de les condicions de pressió i temperatura assolides i del temps durant el qual han actuat els processos metamòrfics. En ser el resultat de la superposició d'un conjunt de processos a roques preexistents, la variabilitat és molt gran.
La majoria de roques metamòrfiques tenen noms propis, però quan hom es vol referir a elles fent esment de la roca original s'utilitza el prefix meta- seguit del nom dels protòlits. A tall d'exemple, les roques afectades per metamorfisme regional que provenen de pelites, són les pissarres, fil·lites, esquists i gneissos; les cornianes són metapelites formades per metamorfisme de contacte; els marbres deriven de calcàries afectades per metamorfisme regional o local; les metabasites deriven de roques ígnies bàsiques, alguns gneissos deriven de roques granítiques, etc.

## Classificació per textura
Roques metamòrfiques més comunes

### Roques metamòrfiques foliades
Alguns tipus de roques metamòrfiques com el gneis de granit i l'esquist de biotita, com a exemple, estan fortament bandades o foliades. la foliació significa la disposició paral·lela dels minerals que confereixen a la roca un aspecte ratllat. Aquestes roques desenvolupen una estructura semblant a una placa o a una làmina que reflecteix la direcció de la pressió.
| Mida del cristall  | Mineralogia                                             | Protòlit                | Metamorfisme           | Nom de la roca                    |
| ------------------ | ------------------------------------------------------- | ----------------------- | ---------------------- | --------------------------------- |
| molt fi            | minerals d'argila                                       | esquist                 | regional de grau baix  | pissarra                          |
| fi                 | minerals argilosos, biotita, moscovita                  | esquist                 | regional de grau baix  | fil·lita                          |
| de mitjà a gruixut | biotita, moscovita, quars, granat, plagioclasa          | esquist, basalt         | regional de grau mitjà | esquist                           |
| de mitjà a gruixut | amfibol, plagioclasa, biotita                           | basalt                  | regional de grau mitjà | amfibolita (amb o sense foliació) |
| de mitjà a gruixut | plagioclasa, ortoclasa, quars, biotita, amfibol, piroxè | basalt, granit, esquist | regional de grau alt   | gneis                             |

### Roques metamòrfiques no foliades
Les roques metamòrfiques no foliades no tenen una estructura plana o de full. Les roques no foliades es produeixen de diverses maneres. Algunes roques, com la pedra calcària, estan fetes de minerals que no són plans ni allargats. Per molta pressió que pateixin, els grans no s'alinearan. Un altre tipus de metamorfisme, el metamorfisme de contacte, es produeix quan la roca ígnia calenta s'introdueix en alguna roca preexistent. La roca preexistent es cou bàsicament per la calor, canviant l'estructura mineral de la roca sense que intervingui cap pressió.
| Mida del cristall | Mineralogia                  | Protòlit | Metamorfisme           | Nom de la roca |
| ----------------- | ---------------------------- | -------- | ---------------------- | -------------- |
| de fi a gruixut   | quars                        | gres     | regional o de contacte | quarsita       |
| de fi a gruixut   | calcita                      | calcària | regional o de contacte | marbre         |
| fi                | piroxè, amfibol, plagioclasa | esquist  | contacte               | hornfels       |

Cal tenir en compte que no tots els minerals que figuren a la columna de mineralogia estaran presents a totes les roques d'aquest tipus i que algunes roques poden contenir minerals que no figuren a la taula.